# 國音電報
國音電報，或稱國音電碼，是一套臺灣鐵路管理局專用的電報編碼。

## 簡介
當時研發是為了替代台灣日治時期的日語假名電報碼，以便受日本教育的員工能輕易上手，臺鐵編寫了國音電報，舉凡車站名稱到指定事項都能傳達。一般民眾最容易接觸的部分，是貨車側面的諸元記號，記載了該車輛的用途及重量等資訊。目前臺鐵已經廢除國音電報，但仍留傳在臺鐵老員工及部分鐵道迷之間；臺鐵內部電報（已改為使用傳真機）仍會不時看到國音電報。
國音電報廢止後即未跟隨中華民國教育部的規定更新，注音「ㄧ」寫成的習慣被保留下來（因為電報紙為橫式）。

## 主要車站電碼列表
- 基隆　＝ㄐㄌ
- 七堵　＝ㄑㄉ
- 臺北　＝ㄊㄞ
- 臺中　＝ㄊㄓ
- 彰化　＝ㄓㄤ
- 臺南　＝ㄊㄋ
- 高雄　＝ㄍㄠ
- 花蓮　＝ㄌㄢ
- 臺東　＝ㄊㄞㄉ

詳見臺灣鐵路管理局車站列表

## 貨車記號列表
車種符號
- 專用守車　　＝ㄍㄣ　有蓋（ㄍ）手軔（ㄣ）車
- 蓬守車　　　（同上）
- 敞守車　　　＝ㄨㄣ　無（ㄨ）蓋手軔（ㄣ）車
- 蓬　車　　　＝ㄍ　　有蓋（ㄍ）車
- 鐵蓬車　　　＝ㄝ　　鐵（ㄝ）蓬車
- 冷藏車　　　＝ㄌ　　冷（ㄌ）藏車
- 通風車　　　＝ㄥ　　通（ㄥ）風車
- 家畜車　　　＝ㄐ　　家（ㄐ）畜車
- 豬　車　　　＝ㄓ　　豬（ㄓ）車
- 敞　車　　　＝ㄨ　　無（ㄨ）蓋車
- 平　車　　　＝ㄆ　　平（ㄆ）車
- 大物車　　　＝ㄉ　　大（ㄉ）物車
- 石碴車　　　＝ㄚ　　石碴（ㄚ）車
- 煤斗車　　　＝ㄡ　　煤斗（ㄡ）車
- 蓬斗車　　　＝ㄋ　　Ｎ／Ａ
- 石斗車　　　＝ㄕㄊ　石（ㄕ）頭（ㄊ）車
- 水泥斗車　　＝ㄕㄟ　水（ㄕㄨㄟ）泥車
- 純鹼斗車　　＝ㄎㄡ　苛（ㄎ）性蘇打
- 水罐車　　　＝ㄕ　　水（ㄕ）罐車
- 油罐車　　　＝ㄖ　　Ｎ／Ａ
- 汽油罐車　　＝ㄑ　　汽（ㄑ）油罐車
- 糖蜜罐車　　＝ㄇ　　糖蜜（ㄇ）罐車
- 液氨罐車　　＝ㄛ　　Ｎ／Ａ
- 液鹼罐車　　＝ㄎ　　苛（ㄎ）性蘇打
- 鹽酸罐車　　＝ㄠ　　Ｎ／Ａ
- 硫酸罐車　　＝ㄙ　　硫酸（ㄙ）罐車
- 硝酸罐車　　＝ㄒ　　硝（ㄒ）酸罐車
- 氯乙烯罐車　＝ㄌㄨ　氯（ㄌㄨ）乙烯罐車
- 丙烯罐車　　＝ㄅㄒ　丙（ㄅ）烯（ㄒ）罐車
- 二氯乙烷罐車＝ㄦㄌ　二（ㄦ）氯（ㄌ）乙烷罐車
- 液苯罐車　　＝ㄅ　液苯（ㄅ）罐車
- 甲苯罐車　　＝ㄐㄅ　甲（ㄐ）苯（ㄅ）罐車
- 烷基苯罐車　＝ㄅ　　烷基苯（ㄅ）罐車
- 柏油罐車　　＝ㄅㄨ　柏（ㄅ）油罐車

載重符號